# Endimione dormiente e il suo gregge
Endimione dormiente e il suo gregge è un dipinto a olio su tavola (28x127 cm) attribuito a Tiziano, databile al 1508 circa e conservato nella Barnes Foundation di Philadelphia.

## Storia e descrizione
L'opera fa parte dei dipinti giorgioneschi ad attribuzione incerta che alcuni riferiscono al giovane Tiziano, assieme alla Nascita di Adone e alla Selva di Polidoro dei Musei civici degli Eremitani, che ne condividono formato e tema bucolico. Il dipinto di Philadelphia venne attribuito a Tiziano da Pallucchini, mentre Roberto Longhi parlò di Palma, mentre Tietze-Conrat ipotizzò  un seguace tizianesco. All'autografia del cadorino credettero invece Berenson e Morassi.
Alla serie si potrebbero aggiungere altre opere di incerta attribuzione quali una Rea Silvia con Romolo e Remo in collezione privata milanese e una Scena pastorale in collezione Cannesa a Milano, entrambe esposte alla mostra Giorgione e i giorgioneschi di Venezia (1955).
È il paesaggio boscoso che domina la piccola scena, che ha il suo fulcro nella figura del pastorello addormentato al centro di una piccola rupe, interpretato come Endimione; il suo gregge è visibile a sinistra tra la boscaglia. A destra invece un luminoso paesaggio si distende fino a una lontana città, posta scenograficamente ai piedi di una ripida montagna, così alta da innalzarsi oltre il limite della tavoletta.